# Fay Weldon
Fay Weldon, all'anagrafe Franklin Birkinshaw Weldon (Alvechurch, 22 settembre 1931 – Northampton, 4 gennaio 2023), è stata una scrittrice, drammaturga e saggista britannica i cui lavori sono stati spesso definiti femministi.

## Biografia
Nacque a Birmingham in una famiglia di letterati nel 1931. Il nonno materno, Edgar Jepson (1863-1938), lo zio Selwyn Jepson e la madre Margaret Jepson scrissero romanzi (quest'ultima a volte sotto lo pseudonimo Pearl Bellairs. Fino ai 15 anni visse a Christchurch, in Nuova Zelanda, dove il padre, Frank Thornton Birkinshaw, lavorava come medico. Frequentò la Christchurch Girls' High School dal 1944 al 1946.
Nel 1946, in seguito al divorzio dei genitori, tornò in Inghilterra con la madre e la sorella e non rivide più il padre prima della sua morte nel 1949. Al termine degli studi secondari, si iscrisse all'Università di St Andrews, in Scozia, dove studiò psicologia ed economia. Trovò impiego a Londra a partire dal 1952.
La sua carriera letteraria ha inizio nel 1963 (scrisse per la radio e la televisione). Nel 1967 fu pubblicato il suo primo romanzo, The Fat Woman's Joke. Successivamente pubblicò oltre trenta romanzi, raccolte di racconti, film per la televisione, articoli di giornali e riviste. Nei suoi romanzi appaiono spesso ritratti di donne contemporanee intrappolate in una struttura patriarcale ed oppressiva, tipica della società occidentale ed in particolar modo di quella britannica. Il romanzo del 1983, The Life and Loves of a She-Devil (Vita e amori di una diavolessa) è forse l'esempio più noto del suo impegno, per quanto l'autrice in tarda età abbia ridimensionato le rivendicazioni della sua giovinezza.
Sposata con Roy Weldon, mantenne in seguito il cognome per ragioni artistiche. È morta a Northampton il 4 gennaio 2023 all'età di novantuno anni. Tra i molti riconoscimenti ricevuti, è stata nominata Commendatore dell'Ordine dell'Impero Britannico e membro della Royal Society of Literature.

## Opere

### Narrativa
- The Fat Woman's Joke, 1967
- Down Among the Women, 1971 
  - Giù tra le donne - La tartaruga, 1993
- Words of Advice, 1974
- Female Friends, 1975
  - Le amiche del cuore - La tartaruga, 1994
- Little Sisters, 1975
- Remember Me, 1976
- Praxis, 1978
- Puffball, 1980
  - La trappola - La tartaruga, 2009
- The President's Child, 1982
- The Life and Loves of a She-Devil, 1983 
  - Vita e amori di una diavolessa - Feltrinelli, 1984
- Polaris and other stories, 1985
  - Polaris - Feltrinelli, 1986
- The Shrapnel Academy, 1986
- The Heart of the Country, 1987
- The Hearts and Lives of Men, 1987
  - Il cuore e la vita degli uomini - Mondadori, 1989
- Leader of the Band, 1988
- The Cloning of Joanna May, 1989
  - Le altre vite di Joanna May - Mondadori, 1990
- Darcy's Utopia, 1990
- Moon over Minneapolis or why she couldn't stay, 1991
- Growing Rich, 1992
- Life Force, 1992
  - La forza vitale - Feltrinelli, 1993
- Question of Timing, 1992
- Trouble, 1993
- Affliction, 1994
- Splitting, 1995
- Worst Fears, 1996
  - Le peggiori paure - Fazi, 2002
- Big Women, 1997
- Rhode Island Blues, 2000
- The Bulgari Connection, 2001
- Mantrapped, 2004
- She May Not Leave, 2006
- The Spa Decameron, 2007
- The Stepmother's Diary, 2008
  - I diari della matrigna - La tartaruga, 2010
- Chalcot Crescent, 2009
  - Dopo il crash - E/O, 2010
- Kehua!, 2010

### Saggistica
- Letters to Alice: On First Reading Jane Austen, 1984
  - Lettere ad Alice che legge Jane Austen per la prima volta, traduzione di Beatrice Masini, Milano: Bompiani, 2017
- Rebecca West (1985)
- Sacred Cows: A Portrait of Britain, Post-Rushdie, Pre-Utopia (1989)
- Godless in Eden (1999)
- Auto de Fay, 2002 (autobiografia)
- What Makes Women Happy (2006)
- Why Will No-One Publish My Novel? (2018)

### Azioni sceniche
- The Last Word? - 1967
- Mixed Doubles - 1969
- Permanence - 1969
- Words of Advice - 1970
- Friends - 1975
- Moving House - 1976
- Mr. Director - 1977
- Action Replay - A Play - 1980, prima rappresentazione: Birmingham Repertory Studio Theatre;[10]
- I Love My Love - 1981
- After The Prize - 1981
- Jane Eyre, dal romanzo di Charlotte Brontë, 1986
- A Dolls House - 1988
- Hole in the Top Of The World - 1987
- Nana - 1988
- Someone Like You - 1989
- Knightley’s State - 1990
- Tess of The D’urbervilles - 1992
- The Reading Group - 1999
- The Four Alice Bakers - 1999
- Flood Warning - 2003
- Madame Bovary: Breakfast with Emma - 2003